# Ентоні Стюарт Гед
Е́нтоні Стю́арт Гед (англ. Anthony Stewart Head; нар. 20 лютого 1954, Лондон) — англійський актор кіно і театру, сценарист, музикант. Відомий за роль спостерігача Руперта Джайлза в американському телесеріалі «Баффі — переможниця вампірів» (1997—2003), за яку у 2001 році був номінований на премію «Сатурн» у категорії «Найкращий телеактор другого плану».

## Біографія
Ентоні Гед народився 20 лютого 1954 року в Лондоні в сім'ї режисера і продюсера документальних фільмів Сифілда Геда (Seafield Head) і акторки Хелен Шинглер (Helen Shingler).
Коли Ентоні було шість років сім'я переїхала жити в Хемптон. Його старший брат Мюррей Гед — актор і співак. Обидва брата зіграли роль Фреді Трампера в мюзиклі «Шахи» у театрі Prince Edward Theatre, Мюррей в 1986 році, а Ентоні — в 1989 році. Навчався Гед в лондонській Академії музики і драматичного мистецтва.

## Кар'єра
Першою серйозною роллю стала участь в мюзиклі «Godspell», потім були зйомки на телебаченні для каналів BBC і ITV.
На початку 1980-х Ентоні співав у гуртах «Red box» і «Two ways».
З кінця 1980-х — на початку 1990-х Гед знімався в рекламі кави Nescafe Gold Blend (Taster's Choice для США), рекламні ролики були виконані у формі серіалу «мильної опери» про романтичні стосунки двох сусідів, що віддають перевагу рекламованій каві. Сюжети роликів були зв'язані між собою і глядачі чекали наступного рекламного епізоду, аби дізнатися більше про розвиток стосунків пари. Реклама демонструвалася у Великій Британії (1987—1993, всього 12 окремих епізодів) і в США (1990—1997).
Після зйомок у рекламі за Гедом закріпилася певна популярність серед широкої публіки як «джентльменом з реклами кави». Ентоні Гед успішно працював на сцені Лондонського театру, переїхавши в 1992 році в США знімався в епізодичних ролях на американському телебаченні.
Першою роллю в США стала епізодична поява в серії «Горця» — «Нікуди бігти». Наступною роботою став науково-фантастичний серіал «Віртуальна реальність» (VR.5).

### Телесеріал «Баффі— переможниця вампірів»
У 1997 році Гед отримав роль Руперта Джайлза, спостерігача винищувача вампірів і, за сумісництвом шкільного бібліотекаря в телесеріалі «Баффі — переможниця вампірів».
На час зйомок телесеріалу Гед постійно жив в США окремо від сім'ї, яка залишалася жити в Англії.
З першого по п'ятий сезони «Баффі» Ентоні Гед входив до числа регулярних персонажів, а з початку шостого сезону його персонаж став з'являтися в серіалі епізодично, оскільки Гед став брати участь в зйомках як запрошена зірка. Своє рішення в інтерв'ю Гед пояснював бажанням більше часу проводити зі своєю сім'єю.

### «Music for Elevators»
Окрім робіт в кіно і театрі Гед брав участь в записі музичного альбому «Music for Elevators».
Альбом був записаний спільно з композитором Джорджем Сара (George Sarah) на студії SMH Records, офіційний реліз відбувся 5 лютого 2002 року.
З 16 композицій 14 містять запис вокалу Ентоні Геда, пісня «Qu'est Ce Que J'ai Fait» виконана ним французькою мовою, решта — англійською.
У записі альбому брали участь партнери Ентоні Геда по телесеріалу «Баффі — переможниця вампірів» — голоси Джеймса Марстерса, Ембер Бенсон і Елісон Ханніган звучать в чотирьох композиціях.
Слова і музика для композиції «Last Time» були написані режисером серіалу Джоссом Відоном.

### Продовження кар'єри
У 2004 році Ентоні Гед вів документальну передачу «Справжні жахи» (англ. True horror) на каналі Discovery Channel, присвячену надприродним явищам і істотам. Всього з листопада по грудень 2004 року в ефір вийшло п'ять серій. Темами серій по черзі ставали вампіри, демони, перевертні, відьми і зомбі.
З 2008 до 2012 року виконував роль Утера Пендрагона (батька майбутнього короля Артура) у серіалі «Мерлін».

## Особисте життя
Нині Ентоні Гед живе в місті Бат графства Сомерсет з матір'ю своїх двох дітей Сарою Фішер, їх стосунки тривають з 1982 року. Їх знайомство сталося за кулісами Національного театру, де у той час працював Ентоні. Його діти — Емілі Роуз (нар. грудень 1988) і Дейзі Гед (нар. 1991).

## Фільмографія (вибіркова)
| Рік       |    | Українська назва                | Оригінальна назва                | Роль                          |
| --------- | -- | ------------------------------- | -------------------------------- | ----------------------------- |
| 1981      | ф  | Коханець леді Чаттерлей         | Lady Chatterley's Lover          | Антон                         |
| 1987      | ф  | Відхідна молитва                | A Prayer for the Dying           | Руперт                        |
| 1993      | с  | Горець                          | Highlander: The Series           | Аллан Ротвуд                  |
| 1995      | с  | Поліція Нью-Йорка               | NYPD Blue                        | Найджел Ґібсон                |
| 1997—2003 | с  | Баффі — переможниця вампірів    | Buffy the Vampire Slayer         | Руперт Джайлз                 |
| 2002—2003 | с  |                                 | Manchild                         | Джеймс                        |
| 2003      | ф  | Я буду поруч                    | I'll Be There                    | Сем Гервасі                   |
| 2003—2006 | с  | Маленька Британія               | Little Britain                   | Майкл Стівенс                 |
| 2005      | ф  | Уяви нас разом                  | Imagine Me & You                 | Нед                           |
| 2006      | ф  | Сенсація                        | Scoop                            | детектив                      |
| 2006      | с  | Доктор Хто                      | Doctor Who                       | директор Фінч / Лассар        |
| 2007      | ф  | Переконання                     | Persuasion                       | Сер Волтер Елліот             |
| 2008—2012 | с  | Пригоди Мерліна                 | Merlin                           | Утер Пендрагон                |
| 2008      | ф  | Ріпо! Генетична опера           | Repo! The Genetic Opera          | Натан Воллес / конфіскатор    |
| 2011      | ф  | Примарний вершник 2             | Ghost Rider: Spirit of Vengeance | Бенедикт                      |
| 2013      | мф | Чарівний футбол                 | Metegol                          | містер Монтгомері (озвучення) |
| 2013      | ф  | Персі Джексон: Море чудовиськ   | Percy Jackson: Sea of Monsters   | Хірон                         |
| 2014      | ф  | Політ додому                    | Flying Home                      | містер Монтгомері             |
| 2016      | ф  | Вуличний кіт на ім'я Боб        | A Street Cat Named Bob           | Джек Боуен                    |
| 2018      | с  | Джек Раян                       | Jack Ryan                        | Руперт Торн                   |
| 2018      | мф | Бетмен: Ґотем в газовому світлі | Batman: Gotham by Gaslight       | Альфред Пенніворт (озвучення) |
| 2020      | с  | Незнайомка                      | The Stranger                     | Едгар Прайс                   |
| 2020—2023 | с  | Тед Лассо                       | Ted Lasso                        | Руперт Менніон                |
| 2021      | с  | Назад                           | Back                             | Сер Саймон де Кентервіль      |
| 2022      | с  | Бріджертони                     | Bridgerton                       | Лорд Шеффілд                  |
| 2024      | ф  | Підвищення                      | Upgraded                         | Джуліан Маркс                 |

## Галерея

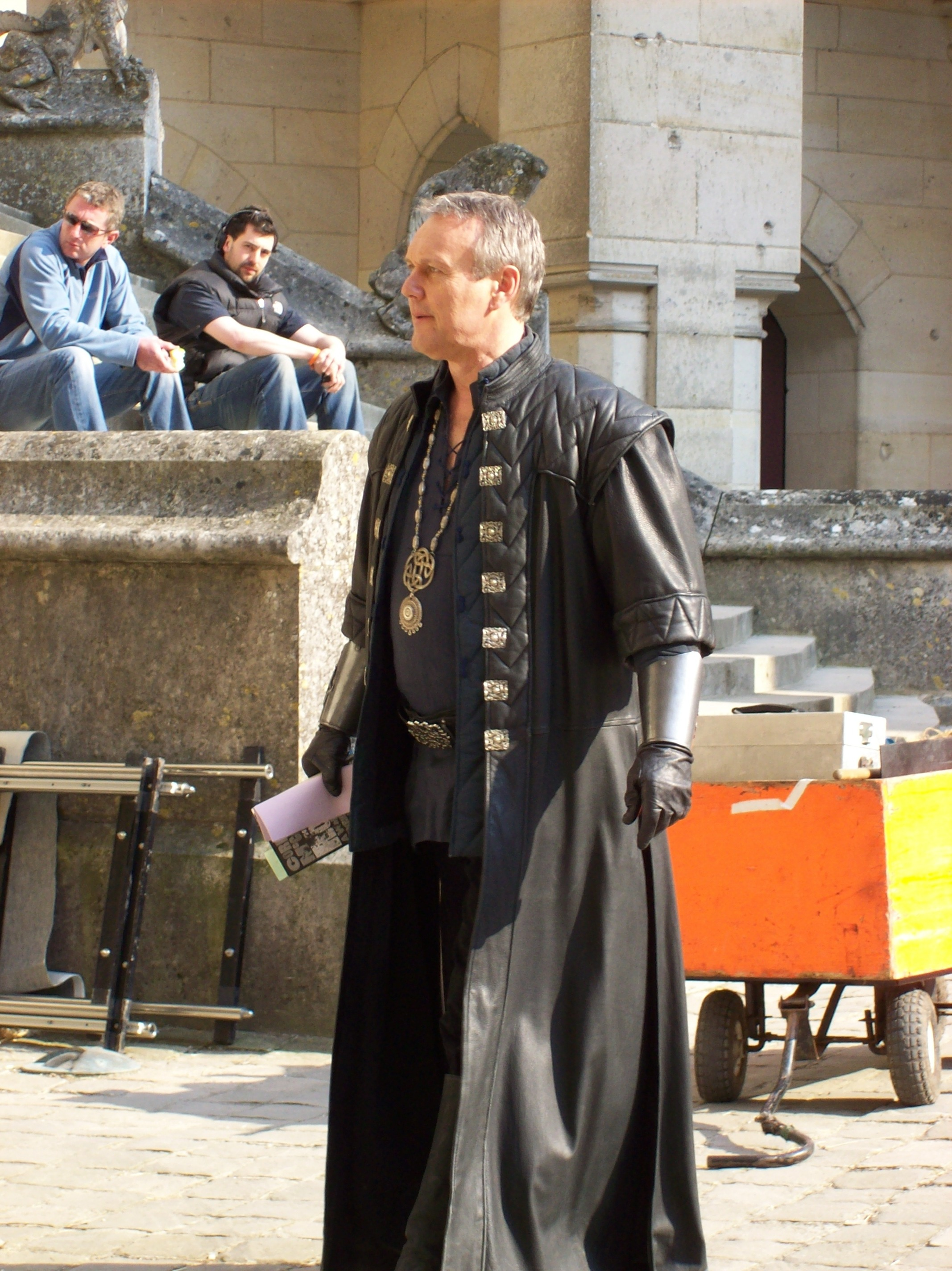
Ентоні Стюарт Гед у ролі Утера Пендрагона